# Beck Foot
Beck Foot – wieś w Anglii, w Kumbrii. Leży 64 km na południe od miasta Carlisle i 357 km na północny zachód od Londynu.